# Середньовічна Індія
Середньовічна Індія — період в історії Індії, який зазвичай визначається як період після падіння Імперії Ґуптів в VII столітті, що завершило Класичний період, до встановлення Імперії Великих Моголів в середині XVI століття. Деякі автори розширюють початок періоду до середини III століття. Цей період охоплює так звані Середньовічні королівства Індії, періоди ісламізації та влади ісламських султанатів.